# Uberta de Mores
Uberta de Mores è stata una cavalla dal manto baio. È stata cinque volte vincitrice del Palio di Siena.

## Carriera
La fama di Uberta de Mores è legata unicamente alla sua carriera al Palio di Siena.
Uberta esordisce a Siena nel 1958 e viene assegnata alla Contrada della Torre, che monta il fantino Umberto Castiglionesi detto Biba. Data la partenza scatta subito prima e mantiene la posizione fino al secondo giro, quando viene sorpassata da altre contrade e non riesce ad aggiudicarsi la vittoria.
La cavalla corre anche il 16 agosto dello stesso anno quando viene montata ancora da Biba, nella Contrada Sovrana dell'Istrice. Anche questa volta Uberta va subito prima e conduce con decisione tutta la corsa. All'ultima curva il fantino cade e la cavalla sembra intenzionata a fermarsi, ma, dopo un momento di incertezza, ricomincia la sua corsa e coglie la sua prima vittoria in Piazza del Campo.
L'anno dopo Uberta corre ancora entrambi i Palii. A luglio tocca in sorte alla Contrada della Chiocciola, che l'affida a Vincenzo Graziano detto Solitario. Per l'ennesima volta la cavalla parte in testa e conduce fino al secondo giro, quando viene costretta in seconda posizione da sua sorella, Salomè de Mores. In un tentativo di rimonta, Solitario cade e Uberta insegue invano la vittoria.
Il 16 agosto, la stalla della Contrada della Torre l'accoglie ancora e si ritrova per la terza volta montata da Biba. Dopo una buona corsa, riesce solo in un secondo posto, ottenuto dietro l'avversaria della Torre, l'Oca, dopo che il fantino è caduto all'ultima curva.
Il 2 luglio 1960 è la Chiocciola ad avere nuovamente in sorte Uberta. A guidarla è l'esordiente Leonardo Viti detto Canapino II, figlio di Enrico Viti. Il Palio di Uberta si consuma alla mossa quando, forse per l'inesperienza del fantino (che diventerà in futuro un grande della Piazza) rimane ferma in partenza.
Sempre nel 1960 Uberta de Mores è protagonista anche ad agosto. Viene accolta nella stalla della Nobile Contrada del Nicchio. A montarla è Giorgio Terni detto Vittorino. La partenza è penalizzante per Uberta e Vittorino, che si lanciano in un'abile rimonta. Alla fine del primo giro sono già in testa e creano il vuoto dietro di loro, dando un grande distacco agli inseguitori e portandosi verso il successo, il secondo per Uberta de Mores.
La cavalla è presente pure per il Palio straordinario del 4 settembre 1960, dedicato al VII centenario della battaglia di Montaperti, vinta dai ghibellini senesi contro i guelfi fiorentini. Uberta va alla Civetta, che decide di affidarla a Giuseppe Gentili detto Ciancone. L'accoppiata conquista una vittoria schiacciante dopo una partenza perfetta, mantenendo un distacco pazzesco dagli altri.
L'anno seguente, nel 1961, Uberta torna a Siena per il Palio straordinario corso il 5 giugno, in onore del centesimo anniversario dell'Unità d'Italia. La cavalla torna a difendere i colori della Nobile Contrada del Nicchio, che per la seconda volta l'affida a Giorgio Terni detto Vittorino. Dopo una nuova partenza bruciante, Uberta viene condotta agilmente da Vittorino, che le permette di conquistare un'altra vittoria, la quarta.
Meno di un mese dopo, il 2 luglio 1961, Uberta ritorna in un'altra contrada in cui ha già corso (e vinto), l'Istrice. Il fantino Rosario Pecoraro detto Tristezza è autore con lei di un'altra ottima partenza, grazie alla quale domina subito la corsa che va in seguito a vincere. Questa è la quinta ed ultima vittoria di Uberta de Mores, ottenuta ancora una volta con grande superiorità rispetto agli altri cavalli.
Anche il 16 agosto 1961 Uberta è una protagonista della festa senese. La stalla che l'accoglie questa volta è quella della Contrada della Tartuca ed il fantino è ancora Tristezza. Per l'ennesima volta la cavalla è autrice di una partenza scattante che la vede prima. All'ultimo giro, quando la vittoria sembra ormai una realtà, il fantino cade ed Uberta viene superata dall'interno dalla sorella Salomè de Mores, che per la seconda volta (la prima nel 1959) le strappa il trionfo dalle mani.
L'ultimo palio di Uberta de Mores è quello del 16 agosto 1962, nella Civetta con Bruno Deriu detto Bozzolo. Uberta si porta in seconda posizione e all'inizio dell'ultimo giro passa al comando della corsa. Dopo pochi metri il fantino cade e all'ultima curva Uberta viene superata facendosi scappare la vittoria.

## Presenze al Palio di Siena
Le vittorie sono evidenziate ed indicate in neretto.
| Palio            | Contrada   | Fantino                                    |
| ---------------- | ---------- | ------------------------------------------ |
| 2 luglio 1958    | Torre      | Umberto Castiglionesi detto Biba           |
| 16 agosto 1958   | Istrice    | Umberto Castiglionesi detto Biba (scosso)  |
| 2 luglio 1959    | Chiocciola | Vincenzo Graziano detto Solitario (scosso) |
| 16 agosto 1959   | Torre      | Umberto Castiglionesi detto Biba (scosso)  |
| 2 luglio 1960    | Chiocciola | Leonardo Viti detto Canapino               |
| 16 agosto 1960   | Nicchio    | Giorgio Terni detto Vittorino              |
| 4 settembre 1960 | Civetta    | Giuseppe Gentili detto Ciancone            |
| 5 giugno 1961    | Nicchio    | Giorgio Terni detto Vittorino              |
| 2 luglio 1961    | Istrice    | Rosario Pecoraro detto Tristezza           |
| 16 agosto 1961   | Tartuca    | Rosario Pecoraro detto Tristezza (scosso)  |
| 16 agosto 1962   | Civetta    | Bruno Deriu detto Bozzolo (scosso)         |